# Bareilly (stad)
Bareilly (Hindi: बरेली, Urdu: بریلی) is een stad in Uttar Pradesh, een noordelijke deelstaat van India. Het is de hoofdstad van het gelijknamige district, de gelijknamige divisie en de geografische regio Rohilkhand. De stad ligt aan de rivier Ramganga, 250 kilometer ten oosten van de Indiase hoofdstad New Delhi. Bareilly is een centrum voor de fabricage van meubilair en een handelscentrum voor katoen, graan en suiker.
Door haar ligging in het noorden van Uttar Pradesh vormt de stad een toegang tot de staat Uttarakhand. Bij de grens met Uttarakhand ligt de voorstad Bans-Bareilly (Bamboe-Bareilly). In 2001 had de stad 699.839 inwoners.

## Bekende inwoners van Bareilly

### Geboren
- Raghunandan Pathak (1924-2007), rechter
- Disha Patani (1992), actrice

### Woonachtig (geweest)
- Priyanka Chopra (1982), actrice en zangeres